# 赤坂上之山神社
赤坂上之山神社 （あかさか かみのやまじんじゃ）は、大阪府河内長野市にある神社。旧社格は村社。

## 祭神
仲哀天皇、神功皇后、応神天皇を祭神とする。

## 歴史
行基により神護景雲元年（767年）に古稱陀洛山 神宮寺（現在の興禅寺 ）の鎮守、および河内国錦部郡の総社として創建されたとされる。もともとの名前は正八幡宮であるが、地元の人々からは代々上宮(かみのみや)と呼ばれ崇敬されてきた。
明治に入り神仏分離令によって興禅寺と分離されたときに赤坂上之山神社と呼ばれるようになった。その後、近隣の神社を合祀し、神撰幣帛料供進社に指定された。本殿は文化時代のもので応神天皇の遺髪が埋められているという言い伝えがある。現在でも、興禅寺との神仏習合の名残で、鳥居を通って赤坂上之山神社に参拝するには興禅寺境内を通る必要があり、神仏混淆の遺構が完全な形で残されている点から、全国でも数少ない貴重な神社とされる。

## 現地情報
所在地
- 大阪府河内長野市美加の台1-25-2

交通アクセス
- 最寄駅：南海高野線美加の台駅下車後、徒歩約20分（東へ約1.4km）